# Карбалевич, Валерий Иванович
Валерий Иванович Карбалевич (бел. Валерый Іванавіч Карбалевіч, пол. Waler Karbalewicz род. 28 января 1955, пгт Поназырево, Костромская область, РСФСР, СССР) — белорусский журналист и политолог, кандидат исторических наук.

## Образование
Белорусский государственный университет (1978). Кандидат исторических наук, доцент.

## Биография
Родился в 1955 году в посёлке Поназырево Костромской области РСФСР (СССР).
- 1972—1973 — слесарь-сантехник Ремстройуправления № 4 г. Слуцка
- 1978—1983 — преподаватель Белорусской сельскохозяйственной академии
- 1983—1986 — аспирант Белорусского государственного университета. В 1986 г. защитил кандидатскую диссертацию на тему «Деятельность компартии Белоруссии по пропаганде и внедрению достижений науки и передового опыта в сельско-хозяйственное производство (1971—1980 годы)»
- 1986—1993 — доцент Белорусского аграрного технического университета
- 1993 — наст. время — главный эксперт, координатор научного направления Национального центра стратегических инициатив «Восток — Запад» (с 1998 Аналитический центр «Стратегия»).

Политический обозреватель газеты «Свободные новости плюс», белорусской редакции Радио «Свобода» .
Автор более 800 публикаций по различным проблемам внутренней и внешней политики Беларуси.

## Публикации
- Конец «Веймарской» Беларуси, «Открытая политика»
- Путь Лукашенко к власти, w: Белоруссия и Россия: общества и государства, Минск 1998
- Белорусская номенклатура в период трансформации: эволюция социального статуса и политической роли, w: Belarus Monitor. НЦСИ "Восток — Запад, Минск 1998
- Гражданский контроль над военной сферой в Белоруссии: проблемы и тенденции: Парламентский контроль над военной сферой в новых независимых государствах, Минск 1998
- Александр Лукашенко. Политический портрет. 2010
- «Le satrape de Biélorussie: Alexandre Loukachenko, le dernier tyran de l’Europe». Париж, 2012
- Aleksandr Łukaszenko. Portret polityczny. Варшава 2013

## Награды
В 2012 году получил премию имени Герда Буцериуса «Свободная пресса Восточной Европы».